# Challenger de San Luis Potosí 2025
El torneo San Luis Open Challenger 2025, denominado por razones de patrocinio Banorte Tennis Open fue un torneo de tenis perteneció al ATP Challenger Tour 2025 en la categoría Challenger 75. Se trató de la 30ª edición; el torneo tuvó lugar en la ciudad de San Luis Potosí (México), desde el 14 hasta el 20 de abril de 2025 sobre pista de tierra batida al aire libre.

## Jugadores participantes del cuadro de individuales
| Preclasificado | País                 | Jugador                | Rank1 | Posición en el torneo |
| 1              | Bandera de Australia | James Duckworth        | 90    | CAMPEÓN               |
| 2              | Bandera de Francia   | Adrian Mannarino       | 134   | Primera ronda         |
| 3              | Bandera de Brasil    | Felipe Meligeni Alves  | 153   | Baja                  |
| 4              | Bandera de Argentina | Juan Pablo Ficovich    | 155   | Semifinales           |
| 5              | Bandera de México    | Rodrigo Pacheco Méndez | 224   | Segunda ronda         |
| 6              | Bandera de Chile     | Matías Soto            | 247   | Segunda ronda         |
| 7              | Bandera de Colombia  | Nicolás Mejía          | 257   | Segunda ronda         |
| 8              | Bandera de Alemania  | Patrick Zahraj         | 273   | Segunda ronda, retiro |

- 1 Se ha tomado en cuenta el ranking del 7 de abril de 2025.

### Otros participantes
Los siguientes jugadores recibieron una invitación (wild card), por lo tanto ingresan directamente al cuadro principal (WC):
- Rodrigo Alujas
- Alex Hernández
- Adrian Mannarino

Los siguientes jugadores ingresan al cuadro principal tras disputar el cuadro clasificatorio (Q):
- Rafael de Alba
- Cannon Kingsley
- Dan Martin
- Tristan McCormick
- Miguel Tobón
- James Watt

## Campeones

### Individual Masculino
- James Duckworth derrotó en la finala a  Max Wiskandt por 6–1, 6–1

### Dobles Masculino
- Ivan Liutarevich /  Marcus Willis derrotaron en la final a  Trey Hilderbrand /  Alfredo Perez por 6–3, 6–4